# Église catholique en Syrie
L'Église catholique en Syrie (en arabe : الكنيسة الكاثوليكية في سوريا, translittéré : alkanisat alkathulikiat fi suria), désigne l'organisme institutionnel et sa communauté locale ayant pour religion le catholicisme en Syrie.
L'Église catholique en Syrie appartient à 18 circonscriptions ecclésiastiques qui ne sont pas soumises à une juridiction nationale au sein d'une Église nationale mais sont soumises à la juridiction universelle du pape, évêque de Rome, au sein de l'« Église universelle ».
En étroite communion avec le Saint-Siège, les évêques des juridictions en Syrie sont membres de deux instances de concertation :
- l'Assemblée des Ordinaires catholiques en Syrie;
- La Conférence des évêques latins dans les régions arabes.

L'Église catholique est autorisée en Syrie.
L'Église catholique est une communauté religieuse minoritaire de ce pays.

## Législation en matière religieuse
- États islamiques déclarés.
- Religion d'État islamique affirmée.
- États se déclarant laïcs.
- États non-déclarés.

L'article 3 de la Constitution de la Syrie stipule que :
- « 3. L’État respecte toutes les opinions religieuses et garantit la liberté de pratiquer tous les rites pourvu qu'ils ne compromettent pas l'ordre public. »
- « 4. Le bien-être personnel et le statut des groupes religieux est respecté. »

et l'article 33 stipule que « les citoyens sont égaux devant la loi, sans discrimination de religion », autorisant ainsi la liberté de religion et donc l'Église catholique.
Tout comme le Liban, la Syrie est le seul pays du monde arabe dont la Constitution ne fait pas de l’islam la Religion d'État. Cependant, l'article 3 de la Constitution stipule que :
- « 1. La religion du président de la République est l'Islam. »
- « 2. Le droit musulman est la source principale de la législation. »

- Peine de mort
- Prison, perte de la garde des enfants
- Conversion illégale et criminelle

La législation de l'État syrien prend donc sa source dans la charia. Contrairement au coran, les hadiths (propos attribués à Mahomet et rapportés par divers témoins) interdisent l'apostasie sous peine de mort. Le gouvernement restreint donc la conversion d'un musulman au christianisme, ainsi que le prosélytisme d'une religion autre que l'islam même si aucune loi n'interdit expressément le prosélytisme.
Le Code pénal interdit « la provocation des tensions entre les communautés religieuses. » Le Code pénal de Syrie prévoit dans son article 462 que les personnes qui diffament publiquement les procédures religieuses sont passibles d’une peine d’emprisonnement de deux ans.
Concernant les affaires de statut personnel, telles que le mariage et l’héritage, les non-musulmans ne sont pas soumis à la charia mais à la loi religieuse de la communauté à laquelle le citoyen appartient.
Le mariage religieux existe et pas le mariage civil. Une femme musulmane ne peut pas épouser un chrétien (sourate no 2, verset no 221). Le tribunal catholique n'autorise pas le divorce qui peut cependant être annulé. Sinon, les époux se convertissent à l'Islam ou à une autre confession chrétienne autorisant le divorce.
Il n'y a pas de tribunaux pour les athées qui doivent choisir un des tribunaux légaux. Ils peuvent se marier à l’étranger puis valider leur mariage au Liban.
Dans les territoires pris de force depuis mars 2011 par l'État islamique, les chrétiens n'ont plus de liberté de culte. Si certains chrétiens rallient l'opposition et d'autres le régime de Bachar Al-Assad, la plupart ne soutiennent aucun des deux camps, restant en retrait ou fuyant à l'étranger.
Les chrétiens ont une faible représentation politique. En septembre 2017, le député Hammoudé Sabbagh, chrétien et membre du Parti Baas, est élu président du Parlement.

## Catholicisme
L'Église catholique utilise six rites liturgiques en Syrie :
- Le rite romain, utilisé par le vicariat patriarcal de Syrie du patriarcat latin de Jérusalem de l'Église latine ;
- Le rite oriental, utilisé par cinq Églises catholiques orientales :
  - Le rite byzantin par l'Église grecque-catholique melkite;
  - Le rite maronite par l'Église catholique maronite;
  - Le rite syriaque oriental par l'Église catholique chaldéenne;
  - Le rite arménien par l'Église catholique arménienne;
  - Le rite syriaque occidental par l'Église catholique syriaque.

## Organisation et institutions

Carte des cathédrales catholiques et orthodoxes en Syrie

L'Église catholique en Syrie est organisée en 18 circonscriptions ecclésiastiques rassemblées en six juridictions territoriales distinctes et superposées (l'Église latine et cinq Églises catholiques orientales) :
|    | Diocèse                                                               | Siège                       | Province ecclésiastique             | Évêque                                        | Église                            | Cathédrale                                                           |
| -- | --------------------------------------------------------------------- | --------------------------- | ----------------------------------- | --------------------------------------------- | --------------------------------- | -------------------------------------------------------------------- |
| 1  | Vicariat apostolique d'Alep                                           | Alep                        | Immédiatement soumis au Saint-Siège | Georges Abou Khazen (vicaire apostolique)     | Église latine                     | Cathédrale Saint-François d'Assise                                   |
| 2  | Archiéparchie d'Alep (rite arménien)                                  | Alep                        | siège                               | Boutros Marayati (archéparque)                | Église catholique arménienne      | Cathédrale Notre-Dame des Reliefs                                    |
| 3  | Archéparchie d'Alep (rite maronite) (non métropolitaine)              | Alep                        | siège                               | Joseph Tobji (archéparque)                    | Église maronite                   | Cathédrale Saint Elias Maronite                                      |
| 4  | Éparchie d'Alep (rite chaldéen) (sans Archéparchie)                   | Alep                        | Patriarcat de Babylone              | Antoine Audo (éparque)                        | Église catholique chaldéenne      | Cathédrale Saint-Joseph                                              |
| 5  | Archéparchie métropolitaine d'Alep (rite melkite)                     | Alep                        | siège                               | Jean-Clément Jeanbart (archéparque)           | Église grecque-catholique melkite | Cathédrale Greco-Melkite de la Vierge Marie                          |
| 6  | Archéparchie d'Alep (rite syrien)                                     | Alep                        | siège                               | Denys Antoine Chahda (archéparque)            | Église catholique syriaque        | Cathédrale Notre-Dame de l'Assomption                                |
| 7  | Patriarcat d'Antioche (rite melkite)                                  | Antioche (siège à Damas)    | Immédiatement soumis au Saint-Siège | Jean-Clément Jeanbart (administrateur vacant) | Église grecque-catholique melkite |                                                                      |
| 8  | Archéparchie métropolitain ede Bosra et du Hauran (rite melkite)      | Bosra, Khabab               | siège                               | Nicolas Antipa (archéparque)                  | Église grecque-catholique melkite |                                                                      |
| 9  | Exarchat patriarcal de Damas (rite arménien) (en)                     | Damas                       | Patriarcat de Cilicie               | Joseph Arnaouti (exarque patriarcal)          | Église catholique arménienne      | Église de la reine de l'univers                                      |
| 10 | Archéparchie de Damas (rite maronite) (non métropolitaine)            | Damas                       | siège                               | Samir Nassar (archéparque)                    | Église maronite                   | Cathédrale maronite                                                  |
| 11 | Archéparchie métropolitaine de Damas (rite melkite)                   | Damas (siège du patriarcat) | siège                               | Jean-Clément Jeanbart (administrateur vacant) | Église grecque-catholique melkite | Cathédrale Patriarcale Grecque-Melkite de la Dormition de Notre-Dame |
| 12 | Archéparchie métropolitaine de Damas (rite syrien)                    | Damas                       | siège                               | Gregorios Elias Tabé (archéparque)            | Église catholique syriaque        | Cathédrale syrienne                                                  |
| 13 | Archéparchie de Hassaké – Nisibi (rite syrien) (non métropolitaine)   | Hassaké, Nisibis            | siège                               | Jacques Behnan Hindo (archéparque)            | Église catholique syriaque        |                                                                      |
| 14 | Archéparchie métropolitaine de Homs (rite melkite)                    | Homs                        | siège                               | Jean-Abdo Arbach (archéparque)                | Église grecque-catholique melkite | Cathédrale Greco-Melkite de Notre-Dame de la Paix                    |
| 15 | Archéparchie métropolitaine de Homs (rite syrien)                     | Homs                        | siège                               | Philippe Barakat (archéparque)                | Église catholique syriaque        | Cathédrale du Saint-Esprit                                           |
| 16 | Éparchie de Kameshli (en)                                             | Al-Qamishli                 | Patriarcat de Cilicie               | Bureau vacant                                 | Église catholique arménienne      |                                                                      |
| 17 | Éparchie de Lattaquié / Laodicée (rite maronite) (non métropolitaine) | Laodicée                    | Immédiatement soumis au Saint-Siège | Antoine Chbeir (éparque)                      | Église maronite                   |                                                                      |
| 18 | Archéparchie de Lattaquié / Laodicée (rite melkite)                   | Laodicée                    | siège                               | Nikolaki Sawaf (archéparque)                  | Église grecque-catholique melkite |                                                                      |

## Relation diplomatique du Vatican en Syrie
Une délégation apostolique existe à Damas depuis le XVIIIe siècle. Les vicaires apostoliques d'Alep ont pris le relais pendant longtemps.

### Délégués apostoliques
- Aloisio Gandolfi (pl), CM † (11 août 1815 - 25 août 1825, décédé), également archevêque titulaire d'Icosium (de);
- Jean-Baptiste Auvergne † (14 septembre 1836, décédé), également archevêque titulaire d'Iconium (de) ;
- Giuseppangelo de Fazio (it), OFM Cap. † (15 décembre 1837 - 13 décembre 1838, décédé), également archevêque titulaire de Tipasa-en-Maurétanie (de);
- Francisco Villardel, OFM † (8 mars 1839 - 19 juin 1852, décédé), également archevêque titulaire de Philippes (de);

...
- Ludovico Piavi (it), OFM † (13 novembre 1876 - 28 août 1889, nommé patriarche de Jérusalem des Latins), également archevêque titulaire de Siunia (de);
- Gaudenzio Bonfigli (de), OFM † (19 août 1890 - 25 février 1896, nommé délégué apostolique en Égypte), également archevêque titulaire de Cabasa (de);
- Pierre-Gonzalès-Charles Duval, op † (25 février 1896 - 31 juillet 1904, décédé), également archevêque titulaire de Petra-en-Palestine;
- Frediano Giannini (en), OFM † (16 janvier 1905 - 1936, nommé vice-chambellan de la Chambre apostolique), également archevêque titulaire de Serrae (de);
- Rémy-Louis Leprêtre (en), OFM † (18 mars 1936 - 7 mai 1947, démission), également archevêque titulaire de Rhusium (de);

### Internonces apostoliques
Les relations diplomatiques entre le Saint-Siège et la Syrie ont été officiellement instituées le 21 février 1953, au moment de l'instauration de l'internonce avec le bref Ubicumque gentium du pape Pie XII.
- Paolo Pappalardo (en) † (19 mars 1953 - 1958, nommé fonctionnaire du Secrétariat d’État du Saint-Siège), également archevêque titulaire d'Apamée-en-Syrie (de);
- Luigi Punzolo (en) † (10 janvier 1962 - 1966, démission), également archevêque titulaire de Sébaste (de);

### Pro-nonces apostoliques
La nonciature apostolique en Syrie (en) a été créée le 2 février 1966 par le bref Quam sedem du pape Paul VI.
- Luigi Punzolo (en) † (1966 - 2 octobre 1967, démission), également archevêque titulaire de Sébaste (de) ;
- Raffaele Forni † (17 juin 1967 - 19 septembre 1969, retraité), également archevêque titulaire de Ægina (de) ;
- Achille Marie Joseph Glorieux † (19 septembre 1969 - 3 août 1973, nommé pro-nonce apostolique en Égypte), également archevêque titulaire de Beverley ;
- Amelio Poggi (en) † (26 septembre 1973 - le 23 décembre 1974, décédé), également archevêque titulaire de Cercina (de) ;
- Angelo Pedroni (en) † (15 mars 1975 - 6 juillet 1983, nonce apostolique pour la Belgique (en), le Luxembourg (en) et la Communauté européenne), également archevêque titulaire de Novica (de) ;
- Nicola Rotunno (en) † (30 août 1983 - 8 décembre 1987, responsable du Secrétariat d'État du Saint-Siège), également archevêque titulaire de Minora (de) ;

### Nonces apostoliques
- Luigi Accogli (en) † (17 juin 1988 - 18 février 1993, démission), également archevêque titulaire de Treba (de) ;
- Pier Giacomo De Nicolò (11 février 1993 - 21 janvier 1999, nonce apostolique en Suisse et au Liechtenstein (en)), également archevêque titulaire de Martanae Tudertinorum (de);
- Diego Causero (31 mars 1999 - 10 janvier 2004, nommé nonce apostolique en Tchéquie), également archevêque titulaire de Meta (de) puis de Gradum (de);
- Giovanni Battista Morandini (6 mars 2004 - 30 décembre 2008, retraité), également archevêque titulaire de Numidie (de);
- Mario Zenari, depuis le 30 décembre 2008, également archevêque titulaire d'Iulium Carnicum (de).

## Institutions
En 1992, installé au couvent syriaque occidental de Deir Mar Moussa al-Habachi (Monastère de Saint-Moïse-l'Abyssin), le père jésuite Paolo Dall'Oglio fonda une communauté religieuse œcuménique mixte (qui est normalement contraire au XXe canon du deuxième concile de Nicée), la Communauté al-Khalil « l'ami de Dieu », nom biblique et coranique du patriarche Abraham.
En 2012, un groupe de sœurs trappistes italiennes a fondé un monastère dans le village maronite d'Azeir, dans le nord-ouest de la Syrie.

## Ecclésia
La Syrie se voulant un État laïc, il n'y a plus de recensement confessionnel depuis 1958.
Dans une population de 18 millions d'habitants où 87 % appartiennent à l'Islam, et 5,2 % au christianisme (10% avant la guerre), dont 2,9 % d'Orthodoxes (1,9 million), dont les grecs-orthodoxes (1,1 million), les syriaques orthodoxes (700 000), et les orthodoxes arméniens (100 000), puis l'Église catholique qui est une communauté religieuse minoritaire avec environ 368 000 catholiques (2 %) : 200 000 melkites, 9 000 latins, 14 000 chaldéens, 18 000 syriaques, 26 000 arméniens et 52 000 maronites.
Les Protestants sont 21 000 (0,3 %). En 2015, il ne restait plus que 18 Juifs. Sur les 28 000 habitants du Golan, occupé par l’armée israélienne depuis la guerre des Six Jours (1967), plus de 20 000 sont Israéliens.

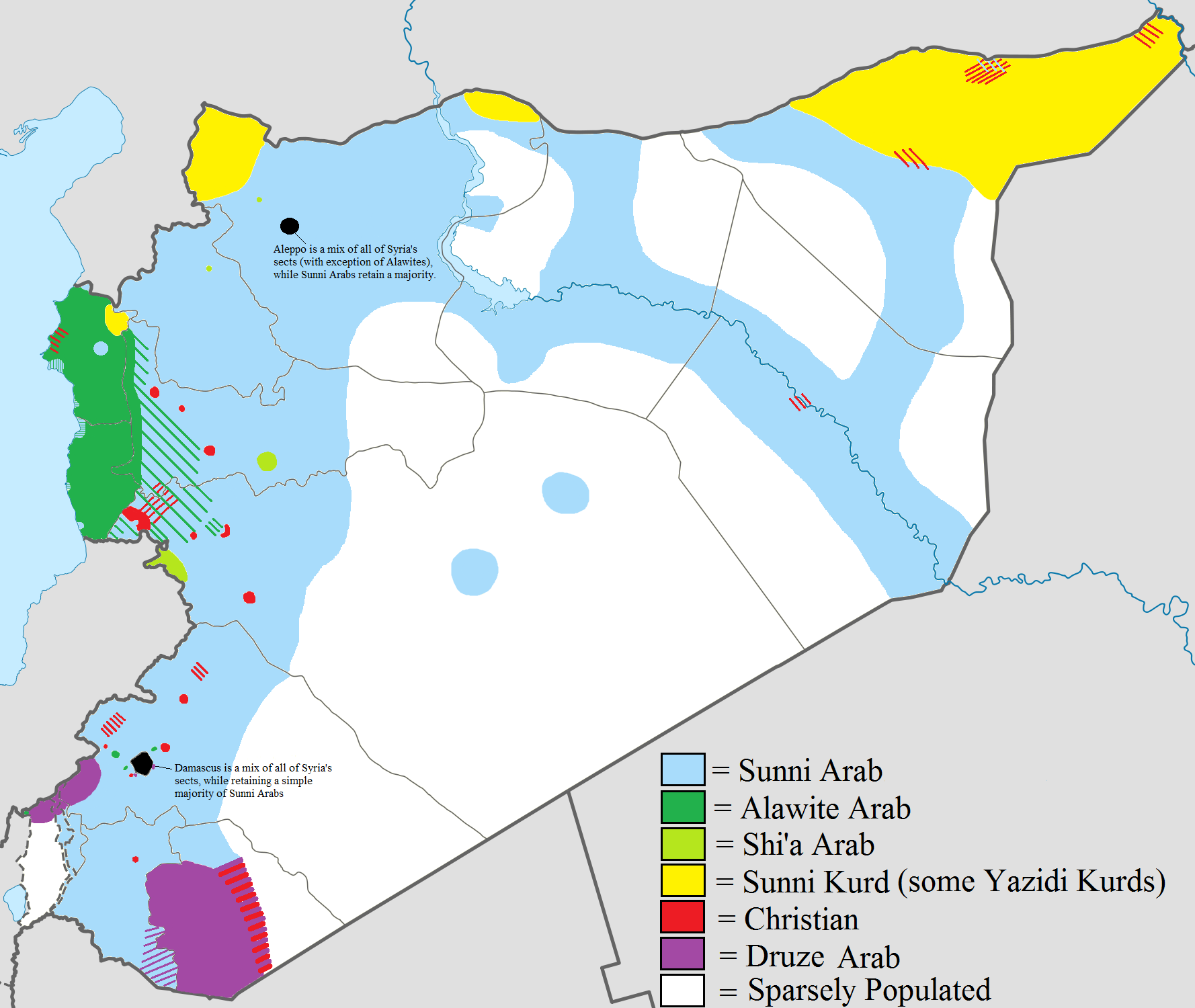
Carte montrant la répartition ethno-religieuse de la Syrie avant la guerre civile.

On trouve des chrétiens dans toutes les grandes villes, en particulier des grecs-catholiques et des maronites. Il est également à noter qu'il existe encore quelques régions dominées par les chrétiens, notamment dans les montagnes à l'ouest du pays, vers Tartous, au nord du Liban. Les assyriens et les syriaques vivent pour beaucoup dans le nord et le nord-est du pays.
Régions de Syrie avec une très forte présence chrétienne :
- Les quartiers est de Damas, surtout Bab Charki et Bab Touma, Qassaa, Ghassani, Koussour, Dwela, Tabbaleh et Kachkoul ainsi que la ville de banlieue de Jaramana dans laquelle ils sont majoritaires, ainsi qu'au nord de Damas, à Maaloula, avec 2/3 de grecs-catholiques et Sednaya, villes saintes et Maaret Sednaya. Les habitants de Maaloula parle un néo-araméen occidental proche de la langue maternelle de Jésus-Christ. 20 % des habitants de Qatana sont chrétiens dans le Rif Dimachq, et il existe une communauté chrétienne à Jdaydet Artouz, et Bloudan. 400 000 chrétiens vivent à Damas et sa banlieue, soit 15 à 20 % de la population de la ville.
- Le sud du pays, dans les alentours de Al Souweida (environ 10 % des habitants sont chrétiens), ainsi qu'à Izra et Khabab, majoritairement grecs-catholiques melkites.
- À Homs, troisième ville de Syrie, ils constituent 15-20 % de la population, soit 160 000 à 170 000 personnes principalement réparties dans les quartiers d'al-Hamadiyeh, Bab Sbaa, Al Adawia, Al Mahatta, Al Inshaat, Al Ghouta, etc. ainsi que dans les villes de banlieue de Fairouzeh, Zaidal, Maskanah, Qattinah, dans lesquelles ils sont majoritaires. Dans le gouvernorat de Homs, il en existe d'importantes communautés à Sadad, Haffar, Al Qussayr, Rablah, Al Ghassaniyah, Rabah, Bahour, etc. ainsi que dans les villes entre Homs et Damas comme Hisyah, Deir Atiyah, Al Nabk, etc.
- La région de Wadi Al Nasara (c'est-à-dire la vallée des chrétiens), comptant environ 70 000 habitants en majorité des chrétiens répartis en une trentaine de villages chrétiens autour du Krak des chevaliers, ainsi qu'a Mashta al Helou, Kafroun, al-Juwaikhat, Safita (1 habitant sur 2), Baqto, Mhairy, Treiz, Al Btar, Barchine, Bsarsar Lebbad, etc.
- Alep (arméniens, grecs-orthodoxes, grecs-catholiques, maronites, syriaques) : 100 000 chrétiens aleppins en 2017 (160 000 en 2013). Ils vivent essentiellement à Al Suleymaniah, Al Aziziyah, Bustan al Pasha, Al Villat, New Siryan et Al Midan.
- Dans le gouvernorat de Hama, les villes de Kafr Buhum, Ayyo, Mhardeh, Suqaylabiyeh, et Al Bayada sont chrétiennes, ainsi que certains quartiers de la ville-centre de Hama. 100 000 à 150 000 chrétiens habitent ce gouvernorat.
- Dans le gouvernorat de Tartous : 15 % des habitants de Tartous sont chrétiens, et certains villages comme Al Rawda et ses alentours le sont aussi.
- Certains quartiers de Lattaquié sont chrétiens, tout comme la ville de Kessab.
- Environ 2 000 chrétiens vivent dans la ville d'Idlib[22].

La région d'al Djazireh, 25 % de la population totale, essentiellement autour de Hassaké, Qamichli, Qahtaniah, Malikiyah et Serekaniye et les villages assyriens de la vallée du Khabour.
Entre mars 2011 et fin 2012, on estime que la moitié des chrétiens syriens (260 000) ont fui la guerre civile syrienne en se réfugiant au Liban à cause des exactions commises à leur encontre.
La part des chrétiens dans la population totale a fortement baissé au cours des dernières décennies, cette population émigrant beaucoup et ayant un taux de natalité faible. Les chrétiens de Syrie forment une communauté globalement prospère et éduquée. Les chrétiens sont proportionnellement plus nombreux que les musulmans à suivre un enseignement supérieur au primaire, et ils sont relativement plus nombreux à occuper des emplois de cols blancs et des professions libérales.
L'éducation que reçoivent les chrétiens diffère en nature de celle des musulmans en ce sens que beaucoup plus d'enfants de parents chrétiens ont fréquenté des écoles étrangères et privées à vocation occidentale.
Les élites chrétiennes urbaines sont très souvent anglophones, pour certaines encore francophones même si la pratique du français a décru depuis les années 1960, occidentalisées, en particulier la bourgeoisie grecque-catholique, très présentes dans les professions libérales et les affaires à Damas ou à Alep.
Comme tous les Syriens ils ont adopté la langue et les coutumes arabes après l'invasion de la Syrie par les Arabes au VIIe siècle, et sont considérés depuis comme des Arabes d'un point de vue culturel et linguistique (avant le VIIe siècle, le grec médiéval était la langue véhiculaire).

## État islamique (depuis 2013)
Depuis 2013, l'État islamique persécute, enlève ou assassine des chrétiens et des membres du clergé :
- en juillet 2013, l'État islamique tue un accompagnateur du père jésuite Paolo Dall'Oglio et enlève ce dernier[24],[25],[26];
- en septembre, le Front al-Nosra occupa Maaloula et saccagea le couvent melkite Saint-Serge et le couvent orthodoxe de Sainte-Thècle, emmenant en otages à Yabroud dix-huit religieuses qui ne seront libérées au Liban qu'en mars 2014;
- en novembre 2013, Al-Qaïda a exécuté un soldat accusé d'apostasie et d'avoir insulté Dieu[27];
- en octobre 2014, des militants reliés à al-Nosra ont enlevé environ 20 personnes à Knayeh, dont le curé catholique père Hanna Jallouf, ofm, qui a été libéré, mais placé en résidence surveillée[28],[29];
- en mai 2015, l'État islamique avança la ligne de front à Al-Qaryatayn où le Père jésuite Jacques Mourad est enlevé mais qui parvient à s'enfuir en octobre, contrairement à 150 paroissiens toujours captifs[30];
- en  juillet 2015, le père Dhiya Azziz OFM a été enlevé tout comme le père Antoine Boutros, prêtre grec-melkite, quelques jours plus tard. Le père Dhiya Azziz fut libéré en janvier 2016[31].
- en août 2015, les djihadistes rasèrent le monastère catholique syriaque de Deir Mar Elian[32],[33].